# Französische Fußballnationalmannschaft (U-20-Männer)
Die französische U-20-Fußballnationalmannschaft ist eine Auswahlmannschaft französischer Fußballspieler. Sie unterliegt der Fédération Française de Football und repräsentiert sie international auf U-20-Ebene, etwa in Freundschaftsspielen gegen die Auswahlmannschaften anderer nationaler Verbände oder bei der U-20-Fußball-Weltmeisterschaft.
Die Mannschaft wurde 2013 in der Türkei U-20-Weltmeister. 2011 hatte sie den dritten Platz erreicht.

## Teilnahme an U20-Fußballweltmeisterschaften
| 1977 | Vorrunde                                |
| 1979 | nicht qualifiziert                      |
| 1981 | nicht qualifiziert                      |
| 1983 | nicht qualifiziert                      |
| 1985 | nicht qualifiziert                      |
| 1987 | nicht qualifiziert                      |
| 1989 | nicht qualifiziert                      |
| 1991 | nicht qualifiziert                      |
| 1993 | nicht qualifiziert                      |
| 1995 | nicht qualifiziert                      |
| 1997 | Viertelfinale                           |
| 1999 | nicht qualifiziert                      |
| 2001 | Viertelfinale                           |
| 2003 | nicht qualifiziert                      |
| 2005 | nicht qualifiziert                      |
| 2007 | nicht qualifiziert                      |
| 2009 | nicht qualifiziert                      |
| 2011 | 3. Platz                                |
| 2013 | Weltmeister                             |
| 2015 | nicht qualifiziert                      |
| 2017 | Achtelfinale                            |
| 2019 | Achtelfinale                            |
| 2021 | aufgrund der COVID-19-Pandemie abgesagt |
| 2023 | Gruppenphase                            |

## Trainerhistorie
(Auswahl)
- 1977: Jack Braun
- 1996–1997: Gérard Houllier
- 2010–2011: Francis Smerecki
- 2011–2012: Philippe Bergeroo
- 2012–2013: Pierre Mankowski
- 2013: Willy Sagnol
- 2013–2014: Ludovic Batelli
- 2014–2015: Francis Smerecki
- 2015–2016: Patrick Gonfalone
- 2016–2017: Ludovic Batelli
- 2017–2018: Philippe Montanier
- 2018: Johan Radet
- 2018–2020: Bernard Diomède
- 2020–2021: Jean-Luc Vannuchi
- 2021–2022: Bernard Diomède
- seit 2022: Landry Chauvin